# Ľupčianska dolina

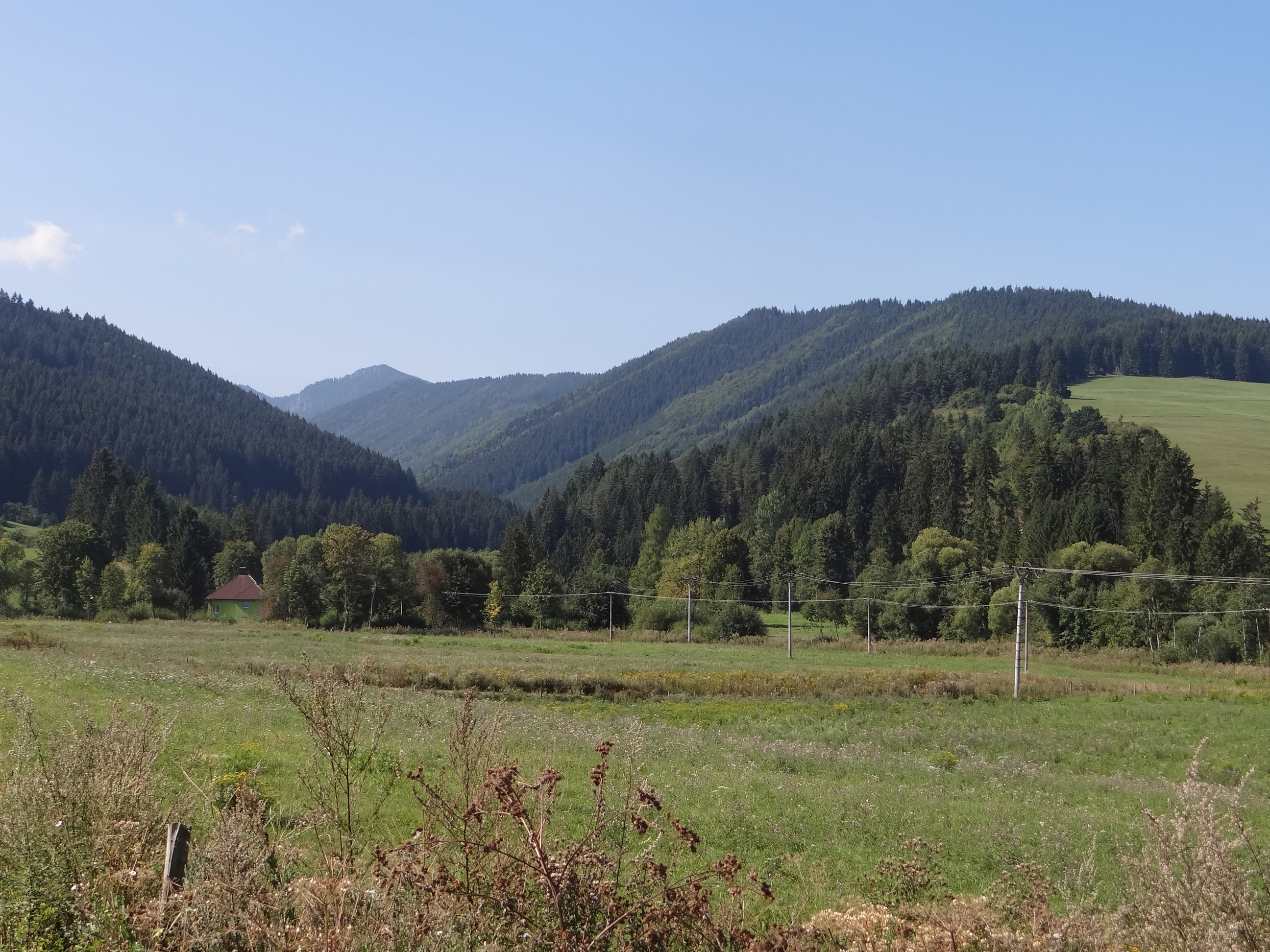
Wylot doliny

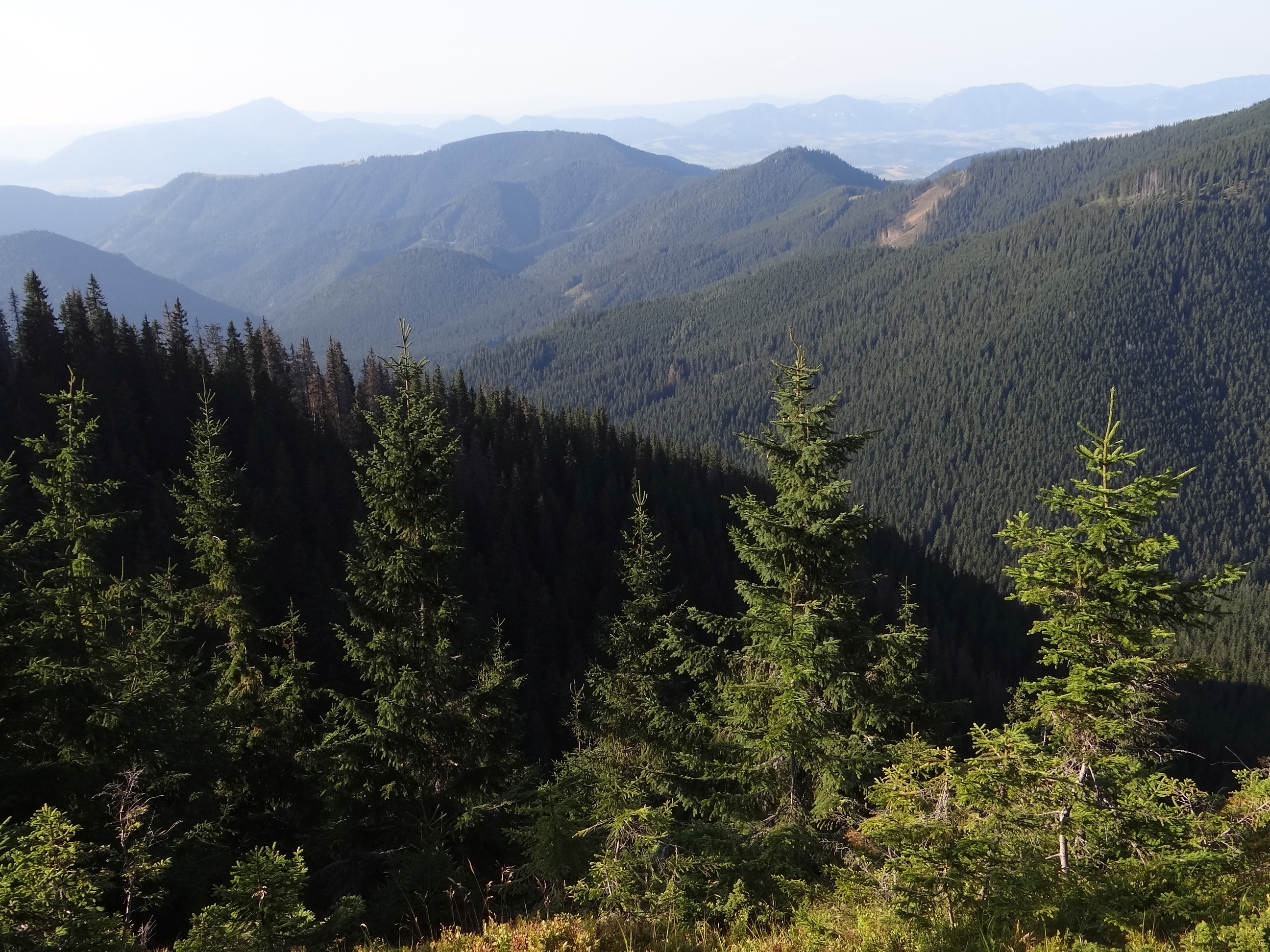
Środkowa część doliny

Ľupčianska dolina – dolina walna w Niżnych Tatrach na Słowacji. Ma długość 17 km. Opada spod ich głównej grani na północ, do Kotliny Liptowskiej w miejscowości Partizánska Ľupča.
Górą Ľupčianska dolina podchodzi pod główną grań Niżnych Tatr na odcinku od bezimiennego wierzchołka między szczytem Veľká hoľa (1640 m) i Latiborská hoľa (1643 m) po Chabenec (1955 m). Orograficznie lewe obramowanie tworzy grzbiet opadający od tego wierzchołka do Kotliny Liptowskiej przez szczyty i przełęcze: sedlo Prievalec, Senná kopa, Tlstá, Klin, Ráztocké sedlo, Salatín, Malý Salatín, Sliačska Magura, Homôľka. Prawe obramowanie tworzy północny grzbiet Chabenca opadający przez szczyty Krámec, Vysoká, Ľupčianska Magura i Predná Magura.
Ľupčianska dolina jest w większości porośnięta lasem, górną część najwyższych szczytów porasta wąski pas kosodrzewiny, a grzbietowe partie głównej grani zajmują hale. Dolina jest jednak częściowo zamieszkała, w jej górnych partiach znajdują się dwie osady: Železné i Magurka, a na dnie doliny leśniczówki Vršky, Lovnač i Kapustisko. Doliną biegnie droga łącząca przez przełęcz Prievalec miejscowości Partizánska Ľupča i Liptovská Lúžna i kilka szlaków turystyki pieszej i rowerowej. Górna część doliny znajduje się w obrębie Parku Narodowego Niżne Tatry.
Dnem doliny spływa potok Ľupčianka. Dolina ma kilka bocznych odgałęzień, którymi spływają dopływy Ľupčianki. Największa z tych bocznych dolin to Veľká Oružná.
Stoki doliny od średniowiecza po początki XX w. były terenem intensywnych prac górniczych. Wydobywano tu m.in. złoto, srebro, a w końcu antymon. Do dziś są zaznaczane na mapach sztolnie, są też rozpoznawalne w terenie wysokie hałdy skały płonnej oraz ślady dawnych dróg transportowych i górniczych ścieżek. Wydobywający te rudy górnicy mieszkali w osadach Železné i Magurka. Dolina była też wykorzystywana pastersko. Pozostałością dawnego pasterstwa są hale na głównej grani Niżnych Tatr oraz polany (m.in. Slatvinské.
Obecnie w dolinie żyje wiele dzikich zwierząt, a myśliwi mają tutaj wiele loży i domków myśliwskich. W dolinie jest kilka niewielkich jaskiń i wybijające spod skał źródło wody krasowej Očenášová.

## Szlaki turystyczne
Partizánska Ľupča – Predná Magura. Czas przejścia: 1.30 h, ↑ 1.15 h
  Tajch (przy szosie) – leśniczówka Kapustisko – Magurka – sedlo Latiborskej hole. Czas przejścia: 2.55 h, ↑ 2.15 h
  Ráztocké sedlo dolina Tlstý potok – Železné – leśniczówka Kapustisko – Magurka – Mestská hora – sedlo Ďurkovej. Czas przejścia: 4.25 h, ↑ 3.30 h
  Magurka – sedlo Zámostskej hole. Czas przejścia: 1.40 h, ↑ 1h